# Villadoz
Villadoz è un comune spagnolo di 85 abitanti situato nella comunità autonoma dell'Aragona.